# José Maria Garcia Maldonado
José Maria Garcia Maldonado (ur. 24 marca 1979 w San Julián) – amerykański duchowny katolicki, biskup pomocniczy Chicago od 2025.

## Życiorys
Święcenia kapłańskie otrzymał w dniu 17 maja 2008 i został inkardynowany do archidiecezji Chicago.
20 grudnia 2024 papież Franciszek mianował go biskupem pomocniczym Chicago ze stolicą tytularną Fallaba. Sakry udzielił mu 26 lutego w katedrze Najświętszego Imienia Jezus w Chicago arcybiskup Chicago kardynał Blase Cupich.